# Ayaovi Mensah

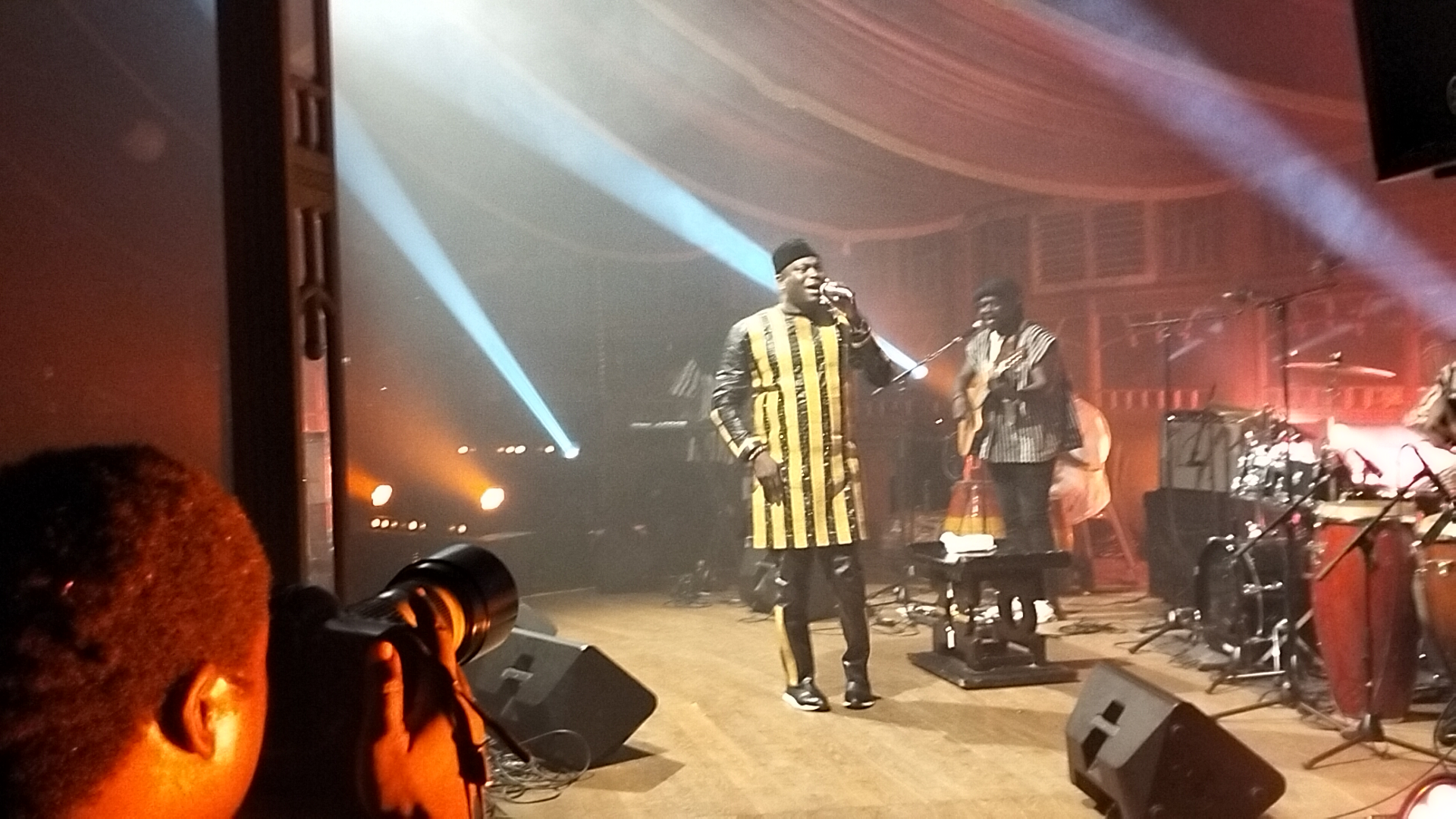
King Mensah bei einem Auftritt im Institut français du Togo (2024)

Ayaovi Papavi Mensah, bekannter unter seinem Künstlernamen King Mensah (* 12. August 1971) gilt als die Goldene Stimme Togos. Der Togoer singt in Ewe und Französisch zu Musik, die traditionelle Ewe- (Agbadza and Akpessé) und Kabiyé-Musik, Funk, Reggae und Afropop verbindet. Mensah lebt in Lomé.

## Leben
Mensah ist der Sohn eines togolesischen Vaters und einer Mutter aus Benin. Im Alter von neun Jahren begann er, in einer traditionellen Tanzgruppe mitzuwirken. Später war er Mitglied der Band Les Dauphins de la Capitale („Die Delphine der Hauptstadt“). In den frühen 1990ern trat er als Schauspieler im Ki-Yi M'Bock Theater in Abidjan (Elfenbeinküste) auf und reiste danach als Sänger und Schauspieler durch Europa, Japan, Französisch-Guyana, Frankreich und Benin. Themen seiner Texte sind durch Religion und Ermutigung von Waisen und Unterdrückten geprägt. 2005 gründete Mensah die Foundation King Mensa in Togo, die sich dem Schutz und der Ausbildung von Waisen widmet. Sie betreibt zudem ein Waisenhaus in Agbodrafo, 25 km östlich von Lomé.

## Auszeichnungen
- 1997: Togo Best artist ACCP with UNESCO of Paris
- 2000: KORA All Africa Music Award in der Kategorie Bester traditioneller Künstler
- 2000: Togo Music Awards - Best Artist
- 2000: Togo Music Awards - Price of excellence
- 2000: Togo Music Awards - Best Album (Mensah, Mensah)
- 2004: KORA All Africa Music Award in der Kategorie Bester traditioneller Künstler (Westafrika)
- 2005: FIATI Trophy in Lomé
- 2005: Best African Social Artist
- 2005: Trophées de la musique au Mali - Goldener Tamani als Bester Künstler aus Togo
- 2006: Trophy of Independence - Leader of the Togolese Music
- 2008: Offizier des Togolesischen Ordens

## Diskographie
- 1996: Madjo  („Ich gehe“)
- 1998: Edidodo („Mut“)
- 2000: Mensah Mensah
- 2002: Elom („Er liebt mich“)
- 2008: Yetonam („Er antwortete mir“)